# Torre de Roca (Aitona)
La Torre de Roca és un edifici d'Aitona (Segrià) inclòs a l'Inventari del Patrimoni Arquitectònic de Catalunya.

## Descripció
Es tracta d'una casa isolada entre horts, a la carretera d'Aitona a Serós. Popularment es diu que el lloc era parada de comtes i reis a l'edat mitjana, donant-li certa importància. Resta encara un portal adovellat i part dels murs primitius però l'interior està modificat. La casa és rectangular, consta de planta baixa i dos pisos i té coberta a dues vessants. Té poques obertures i, excepte el portal d'arc de mig, la resta tenen llinda.